# Хамид Маджид Муса
Хамид Маджид Муса (араб. حميد مجيد موسى‎) — политический деятель Ирака, генеральный секретарь Иракской коммунистической партии.

## Биография
По образованию экономист. В 1978 покинул Ирак, в 1983 вернулся в страну, проживал на севере страны в регионе, населённом преимущественно курдами. Участвовал в борьбе против режима Саддама Хусейна.
В 1993 избран генеральным секретарём Иракской коммунистической партии.
После вторжения США в Ирак в 2003 вошёл в состав Временного управляющего совета Ирака. Участвовал в работе комитета по разработке действующей Конституции Ирака.
На парламентских выборах января 2005 был один из двух кандидатов от списка Народный союз, избранных в Национальную ассамблею Ирака. На парламентских выборах декабря 2005 переизбран в парламент в составе Иракского национального списка. 
На выборах 2010 года партия в парламент не прошла, зато на выборах 2018 года её коалиция со сторонниками шиитского проповедника Муктады ас-Садра — Альянс революционеров за реформы — заняла первое место.